# Jean de Baudricourt
Pour les articles homonymes, voir Baudricourt (homonymie).
Jean de Baudricourt né vers 1435, mort à Blois le 11 mai 1499, est un grand officier royal et maréchal de France de la fin du Moyen Âge. Il est le fils de Robert de Baudricourt et d'Arléarde de Chambley (sœur de la première femme de Louis de Beauvau, Marguerite de Chambley). 

## Les débuts de la carrière de Baudricourt
Il commence sa carrière au service de Jean II d'Anjou-Lorraine (fils du roi René : ce dernier fut à la fois duc de Bar, d'Anjou et de Lorraine), comme capitaine de Foug. Aux côtés du duc, il rallie  la rébellion de la Ligue du Bien public, menée par le fils du duc de Bourgogne, comte de Charolais. Après la bataille de Montlhéry et la paix de Conflans, il embrasse le parti du roi, comme le duc de Lorraine. Il devient alors officier royal, d'abord capitaine de gens d'armes puis bailli. Comme son père et son beau-frère Geoffroy seigneur de Saint-Belin avant lui, il devient bailli royal de Chaumont-en-Bassigny et le reste de 1473 à sa mort en 1499.

## Capitaine au service du roi de France
Lors de la guerre entre René II de Lorraine (petit-fils du roi René) et Charles le Téméraire, il soutient le duc de Lorraine et sert d'intermédiaire entre le roi de France et la Lorraine, notamment en prêtant de l'argent à René II. Après l'invasion du duché de Bourgogne, il devient bailli de Chalon-sur-Saône (1477-1481). En 1477, Louis XI l’envoie à trois reprises en ambassade auprès des cantons suisses : les troupes qu'il lève permettent de maintenir la Bourgogne sous contrôle royal. 
En 1478, il se bat en Flandres. Avec  Philippe de Crèvecœur, il commande les troupes lors de la bataille de Guinegatte, gagnée par Maximilien d'Autriche le 7 août 1479. En 1479-1480, il est capitaine général des 4000 francs-archers de la capitainerie du Nord-Est. 
Le roi le nomme ensuite gouverneur de Bourgogne (1481-1499), capitaine de Besançon et gouverneur de Champagne (mars 1482-novembre 1483). À partir de 1482 et jusqu'à sa mort, il est capitaine d'une compagnie royale d'ordonnance qui compte 100 lances (100 chevaliers et 200 archers). Louis XI l'envoie ensuite faire la guerre à Maximilien d'Autriche sur le front des Pays-Bas. Capitaine d'Arras de 1479 à 1482, il négocie le traité d'Arras de 1482. À la fin du règne de Louis XI, il est l'un des conseillers les plus proches du roi. C'est lui que le roi envoie en Italie chercher l'ermite François de Paule, dont le roi espère des miracles en sa faveur.

## Un des plus puissants officiers de la cour de France
Pendant la minorité de Charles VIII, alors qu'Anne de Beaujeu est régente, il fait partie des 15 membres du Conseil étroit, qui décident de la politique royale. Durant cette période, il est l'un des principaux généraux français. Il repousse les troupes impériales en Franche-Comté en 1485 avec une armée de 8000 à 10000 hommes et prend une part importante à la victoire sur les Bretons en 1488 ; en 1491, alors que la Franche-Comté est envahie par les Impériaux (troupes du souverain légitime de la Franche-Comté), il sauve la situation, ce dont témoigne une lettre du roi. 
Il atteint alors le sommet de sa carrière : il est fait chevalier de l’Ordre de Saint-Michel et reçoit le 21 janvier 1486 le bâton de maréchal de France, le 21 janvier 1487 (1486 ancien style), selon une tradition érudite, en 1488 selon Mikhael Harsgor. Dans le premier cas, il aurait  remplacé André de Lohéac, mort en décembre ; dans le second, il devrait cette distinction à sa participation à la victoire décisive de Saint-Aubin-du-Cormier sur les Bretons. 
En 1493, il est vaincu en Franche-Comté par les Impériaux. Charles VIII renonce à la province lors du traité de Senlis quelques mois après. Baudricourt encourage Charles VIII dans ses projets de conquête de Naples en 1494 mais le conseil l'incite à rester en France, comme les autres gouverneurs. Pendant que le roi est en Italie, il affronte encore les troupes de Maximilien d'Autriche : le roi le félicite encore pour sa conduite. Il est alors âgé d'environ 60 ans ; sans doute vieilli par les guerres, cette campagne de 1495 semble la dernière de sa carrière. Les dernières années de sa vie, il continue de servir le roi comme organisateur (le ravitaillement de l'armée) et ambassadeur, en Lorraine et en Savoie.

## Possessions, fortune et constructions
Seigneur d'origine lorraine possessionné sur la frontière entre la Champagne, le duché de Bar et le duché de Lorraine, il hérite  de Baudricourt et de Blaise. À la fin de sa vie, il utilise ses revenus pour accumuler des terres sur la frontière du bailliage de Chaumont : la baronnie de Lafauche, achetée en 1473, la baronnie de Choiseul achetée en 1486, la seigneurie de Vignory en 1491 et enfin celle de Colombey-les-Deux-Églises, vers 1492  . 
Il dépense 80000 livres tournois pour reconstruire le château de Blaise, où il réside avec sa femme . Marqué par sa rencontre avec saint François de Paule, il fonde à côté de Blaise, à Bracquencourt, l'un des tout premiers couvents de Minimes de France. La donation est faite à Chaumont le 16 octobre 1496 . Mais les travaux les plus considérables sont effectués à Lafauche, transformée en forteresse modèle et dotée de dix-huit tours adaptées à l'artillerie et d'une chapelle de six chapelains.
Il n'a pas eu d'enfant de sa femme Anne, dame de Beaujeu (homonyme de la régente) ; ses neveux, fils de ses sœurs, héritent de sa fortune et lui succèdent dans ses offices royaux (notamment, sa nièce Catherine de St-Belin, † 1501, fille de Marguerite de Baudricourt et Geoffroy de St-Belin, mariée à Jean (IV) de Chaumont d'Amboise). Il est inhumé dans l’église des Minimes de Plessis-lez-Tours.